# Twotino
Twotino là các vật thể ngoài Sao Hải Vương có tỷ lệ cộng hưởng 1:2 với Sao Hải Vương. Chúng có độ nghiêng nhỏ hơn 15 độ và độ lệch tâm vừa phải trong khoảng từ 0,1 đến 0,3. Một số lượng không xác định của các cộng hưởng 2: 1 có khả năng không bắt nguồn từ một đĩa hành tinh bị quét bởi cộng hưởng trong quá trình di chuyển của Sao Hải Vương, nhưng đã bị bắt khi chúng bị phân tán.

## So sánh với plutino
Có rất ít đối tượng trong vùng cộng hưởng này (tổng số 50 được biết đến vào tháng 2 năm 2018) so với plutino. Tích hợp quỹ đạo dài hạn cho thấy cộng hưởng 1: 2 kém ổn định hơn cộng hưởng 2: 3; chỉ có 15% các vật thể trong cộng hưởng 1: 2 được tìm thấy để sống sót sau 4 Gyr so với 28% của plutino. Do đó, có thể là twotino ban đầu có số lượng nhiều như plutino, nhưng dân số của chúng đã giảm đáng kể so với plutino kể từ đó.

## Các thành viên
Các vật thể có quỹ đạo được thiết lập tốt bao gồm (theo thứ tự cấp sao tuyệt đối):
- (119979) 2002 WC19
- (308379) 2005 RS43
- (312645) 2010 EP65
- (26308) 1998 SM165
- (469505) 2003 FE128
- (495189) 2012 VR113
- (137295) 1999 RB216
- (500880) 2013 JJ64
- (20161) 1996 TR66
- (470083) 2006 SG369
- (130391) 2000 JG81
- (500877) 2013 JE64